# ۷۸۲ (خورشیدی)
۷۸۲ هفتصد و هشتاد و دومین سال هجری خورشیدی است.

## زادگان
- علاءالدین علی بن محمد سمرقندی، (درگذشت: ۸۵۳)، معروف به ملا علی قوشچی دانشمند، متکلم، ریاضیدان و منجم ایرانی